# Aranylappantyú
Az aranylappantyú (Caprimulgus eximius) a madarak (Aves) osztályának a lappantyúalakúak (Caprimulgiformes) rendjéhez, ezen belül a lappantyúfélék (Caprimulgidae) családjához tartozó faj.

## Rendszerezése
A fajt Coenraad Jacob Temminck holland ornitológus írta le 1826-ban.

## Alfajai
- Caprimulgus eximius eximius Temminck, 1826
- Caprimulgus eximius simplicior Hartert, 1921[2]

## Előfordulása
Afrikában a Szahara alatti középső részén, Csád, Mali, Mauritánia, Niger, Nigéria, Szenegál és Szudán területén honos. 
Természetes élőhelyei a szubtrópusi vagy trópusi sivatagok, füves puszták és cserjések. Állandó, nem vonuló faj.

## Megjelenése
Testhossza 23–25 centiméter, testtömege 42-66 gramm körüli.

## Életmódja
Ízeltlábúakkal táplálkozik.

## Természetvédelmi helyzete
Az elterjedési területe rendkívül nagy, egyedszáma viszont stabil. A Természetvédelmi Világszövetség Vörös listáján mérsékelten fenyegetett fajként szerepel.